# Oleg Neikirkh
Oleg Neikirkh ou Neikirch est un joueur d'échecs Bulgare né le 8 mars 1914 à Tbilissi et mort le 26 janvier 1985 à Sofia. Champion de Bulgarie à sept reprises, il reçut le titre de maître international en 1957.

## Biographie et carrière
Oleg Neikirkh naquit à Tbilissi en Géorgie et sa famille s'installa en Bulgarie en 1920
Neikirkh remporta le Championnat de Bulgarie d'échecs en 1937, 1938, 1940 (avec Tsvetkov), 1943, 1948 (avec Tsvetkov), 1953 (avec Minev) et 1957.
Neikirkh finit deuxième-ex æquo du tournoi zonal de Sofia en 1957, ce qui le qualifiait pour le tournoi interzonal de 1958 à Portoroz où il finit quinzième parmi 21 joueurs avec 9,5 points sur 20 en annulant ses parties contre les futurs champions du monde Mikhaïl Tal, Tigran Petrossian, Bobby Fischer, ainsi que les candidats aux championnats du monde David Bronstein et Pal Benko.
En 1960, il marqua 8 points sur 15 au tournoi zonal de Madrid et finit à la dixième place parmi les seize participants.

## Olympiades d'échecs
Bobotsov participa à sa première olympiade d'échecs en 1939, marquant 8 points sur 15 au deuxième échiquier, puis en 1954 (3 points sur 7 marqués au deuxième échiquier), 1958  (4/13 au premier échiquier) et 1960 (7/14 au troisième échiquier, la Bulgarie termina sixième).